# 장리산
장리산(중국어 정체자: 張麗善, 병음: Zhāng Lìshàn, 1964년 1월 1일~ )은 중화민국의 윈린현장이다. 

## 학력
- 타이중시 사립 샤오밍 여자 고급중학 간호조산학연수학과
- 국립 후웨이 과기대학 공업관리 학사
- 국립 대만 사범대학 스포츠 및 레크리에이션 관리 연구소 교육학 석사